# Manoir de Menguionnet
Le manoir de Menguionnet ou de Minguionnet (on trouve aussi les graphies Mengeonet en 1426, Mengueffret en 1481 et Menguyonet en 1536) est situé à Gourin, au lieu-dit Menguionnet. Il est inscrit ainsi que le calvaire au titre des monuments historiques par arrêté du 8 novembre 1999.

## Histoire
Le manoir appartenait déjà à la famille de Kergoet en 1300 et resta en sa possession jusqu'au XVIIe siècle. Le manoir date du XVe siècle. En 1993, le manoir à l'abandon, et sans acquéreur potentiel devait être démonté... Son nouveau propriétaire l'a fait inscrire aux Monuments historiques en 1999. Les dernières fouilles ont permis la découverte de verres des XVe, XVIe et XVIIe siècles, ainsi que de nombreuses poteries, vitraux, clefs, pipes, terres cuites. Il est ouvert  chaque année lors des Journées du patrimoine, en fonction des travaux entrepris, à titre d'exemple, afin d'éviter de nouvelles destructions de notre patrimoine. Une participation aux travaux de restauration est demandée selon chacun, à la suite de la visite.
Le manoir est restauré progressivement depuis 1998 (un projet de démontage du manoir avait failli aboutir en 1993) par son nouveau propriétaire Philbert Hémery, lequel n'utilise pour sa restauration que des techniques traditionnelles utilisées autrefois.
À proximité se trouve l'allée couverte de Minguionnet.

## Architecture
Du manoir, seuls subsistent le logis et une aile de dépendances en retour d'équerre. Cette aile était à la même hauteur que le logis. Ce dernier, en appareil de granite régulier pour l'élévation antérieure et en schiste pour les autres faces, était entouré de communs et une muraille clôturait la cour avec son portail monumental. Signe de noblesse et de prestige, une élégante tour d'escalier polygonale, est construite sur la façade. Le pigeonnier consiste en deux rangées de boulins et un perchoir aménagés sur le pignon est. Un autre pigeonnier construit à la fin du XVe siècle fut détruit dans les années 1930.

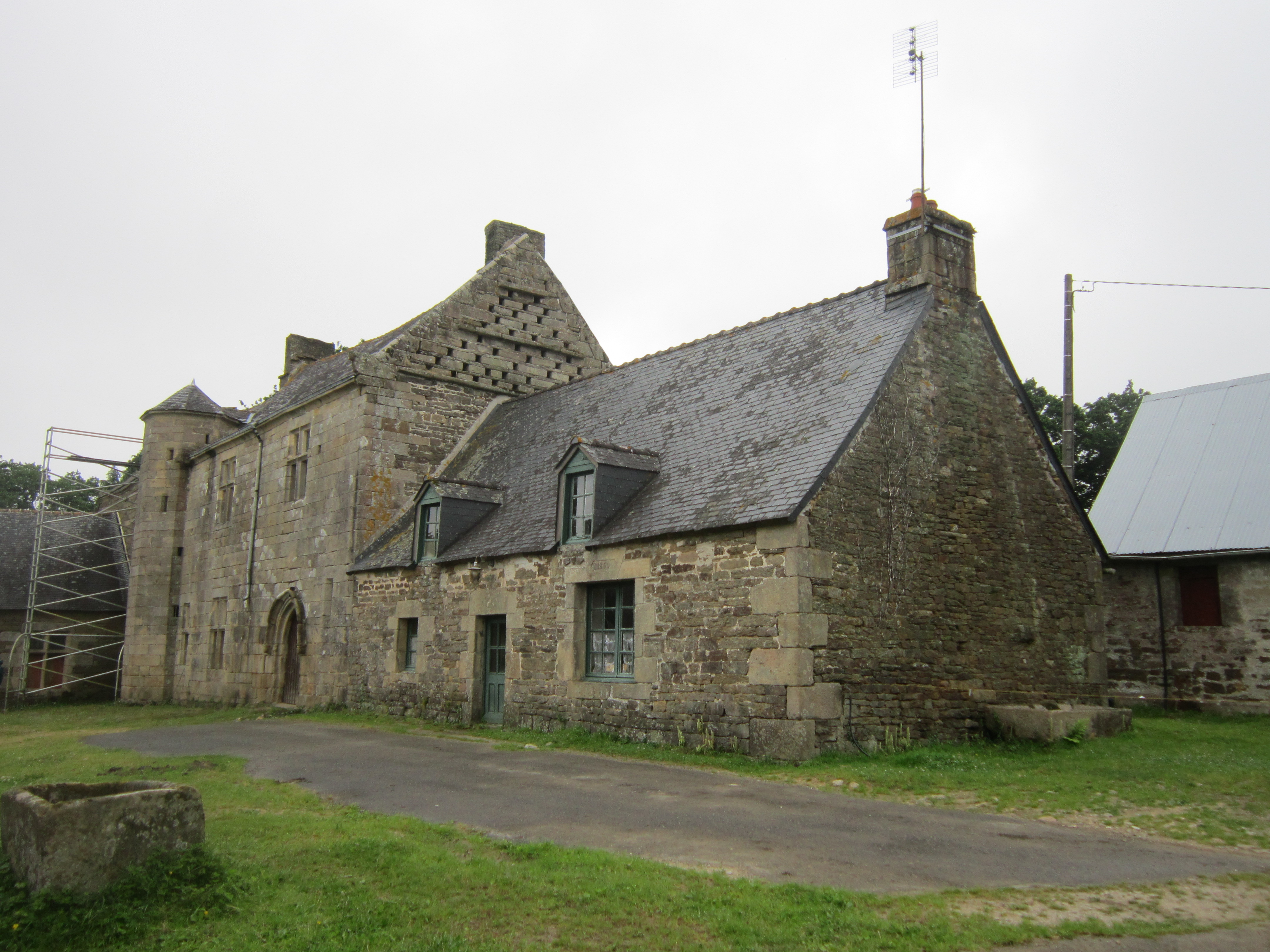
Le manoir de Minguionnet (en cours de restauration).
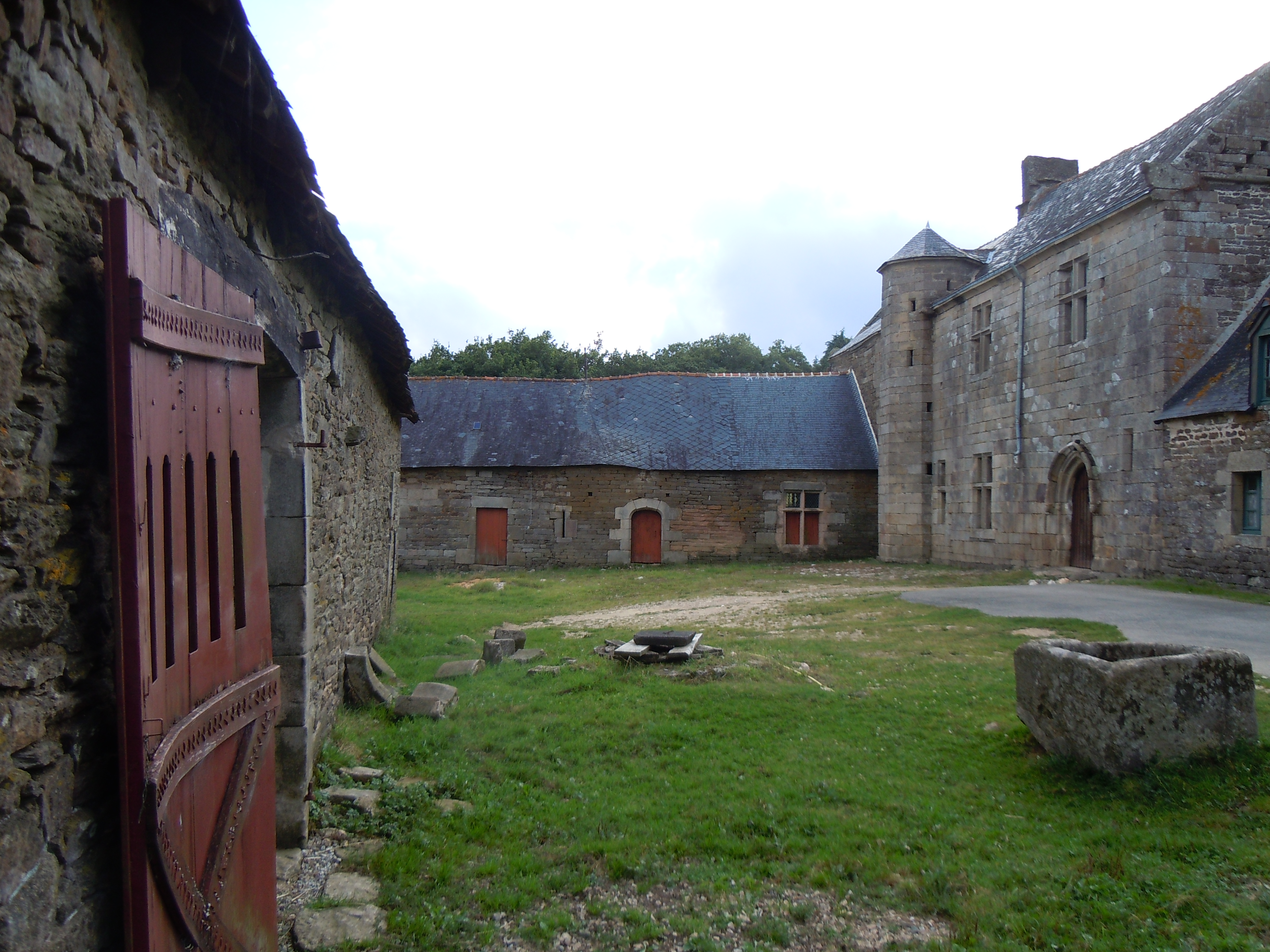
La cour et les communs du manoir.
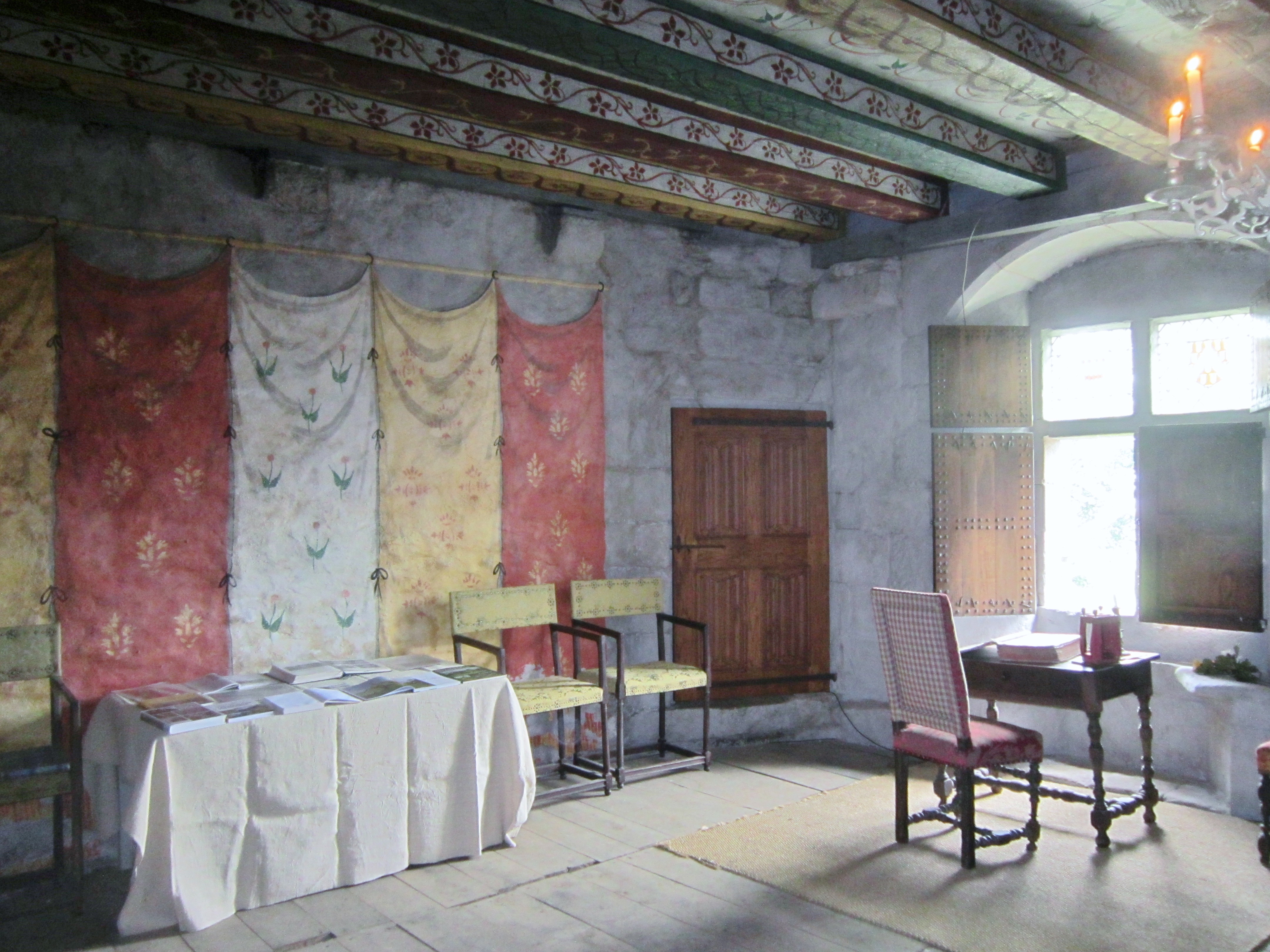
Manoir de Minguionnet : vue intérieure de la chambre seigneuriale. (en cours de restauration).
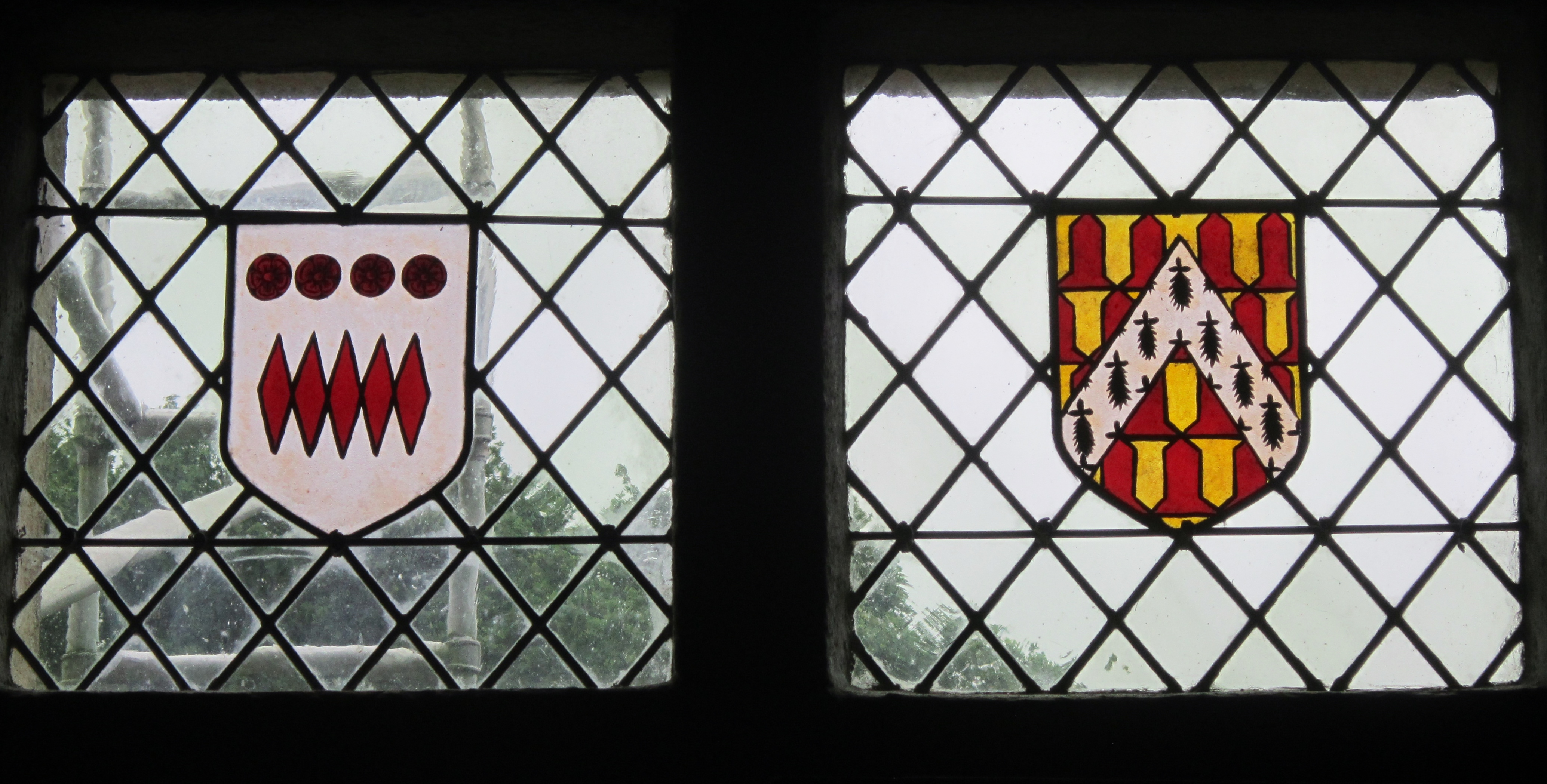
Manoir de Minguionnet, armoiries de familles anciennement propriétaires du manoir.
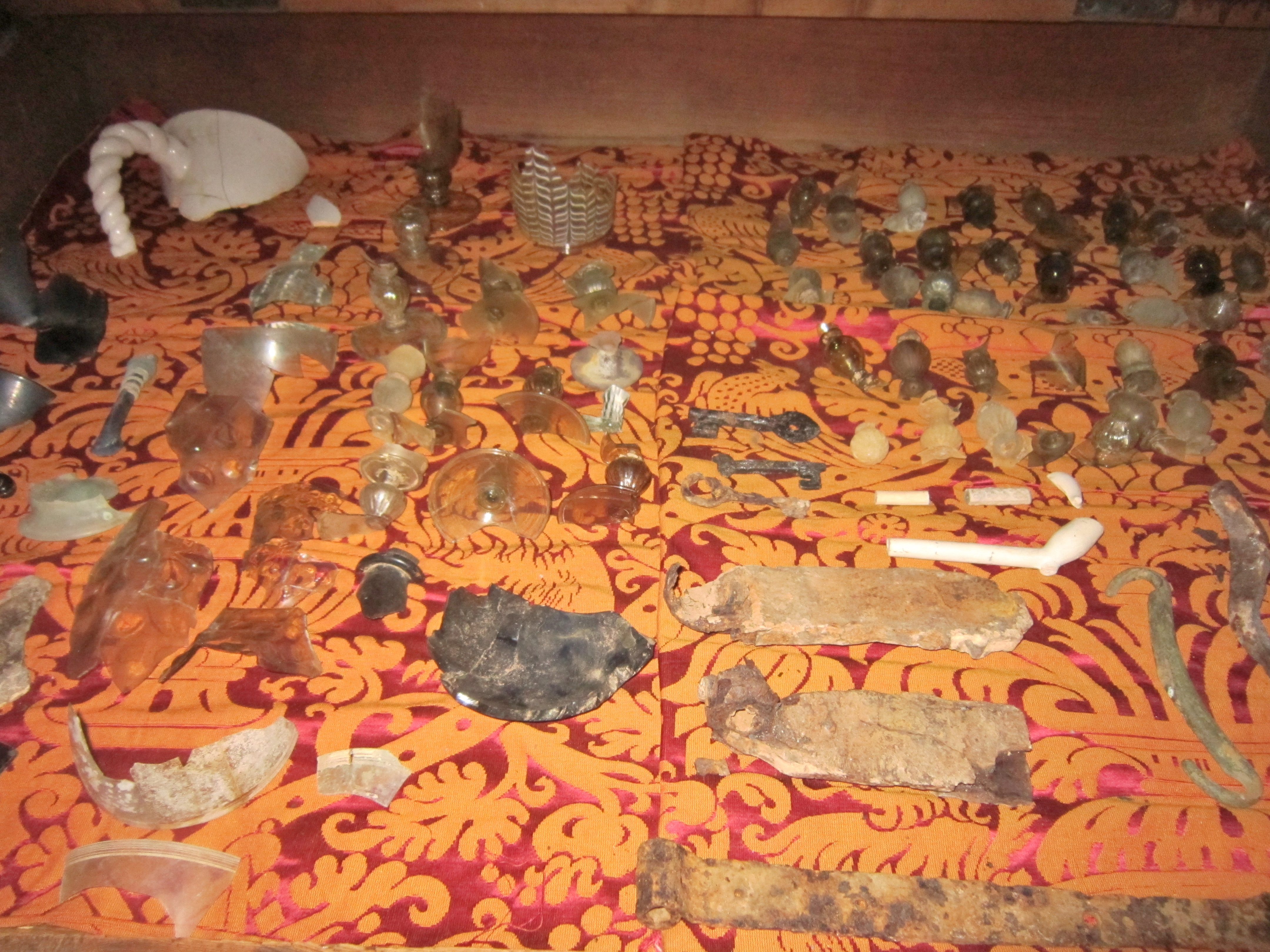
Tessons et objets divers trouvés lors des fouilles menées au manoir de Menguionnet.
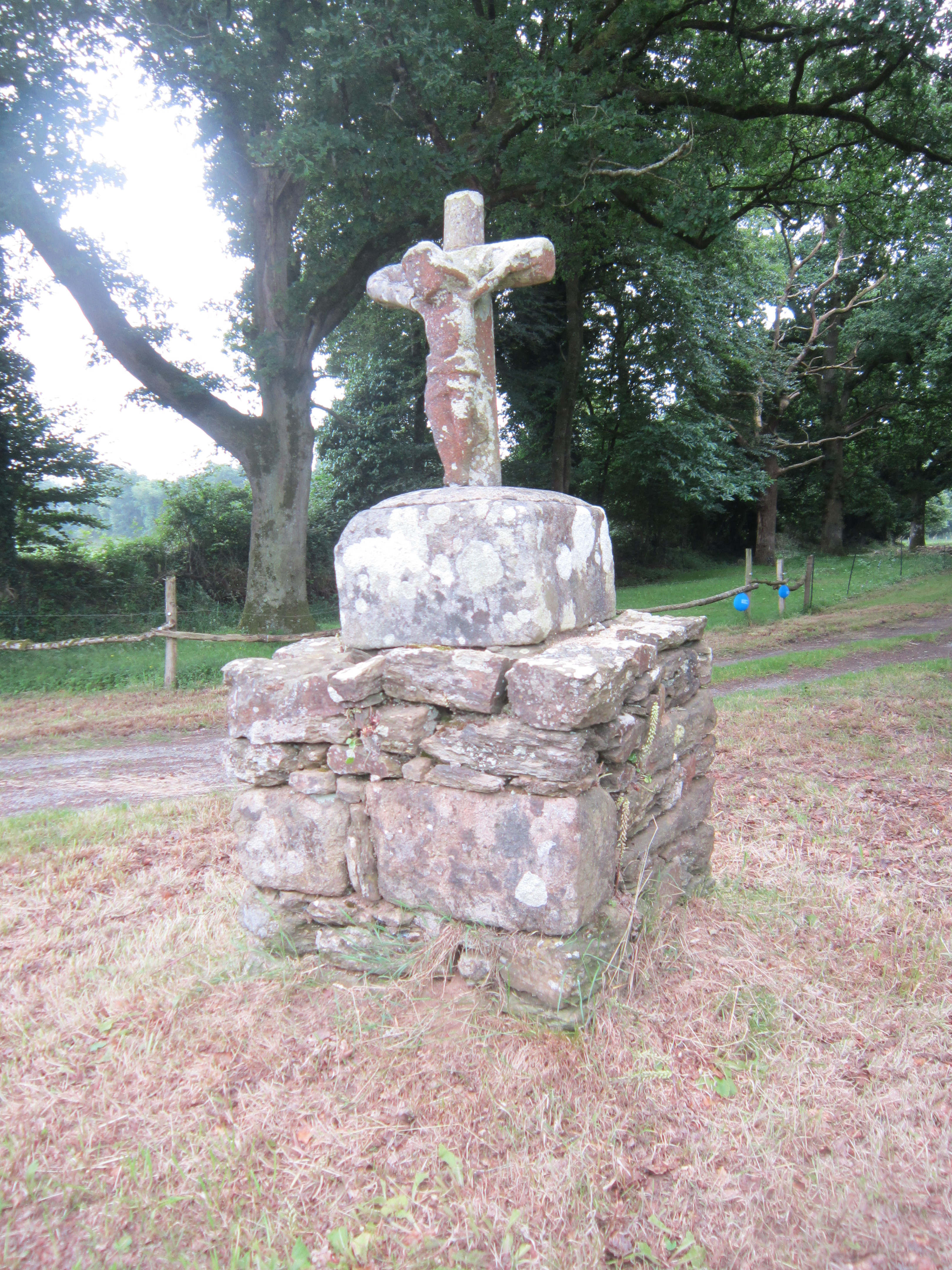
Le calvaire de Minguionnet.
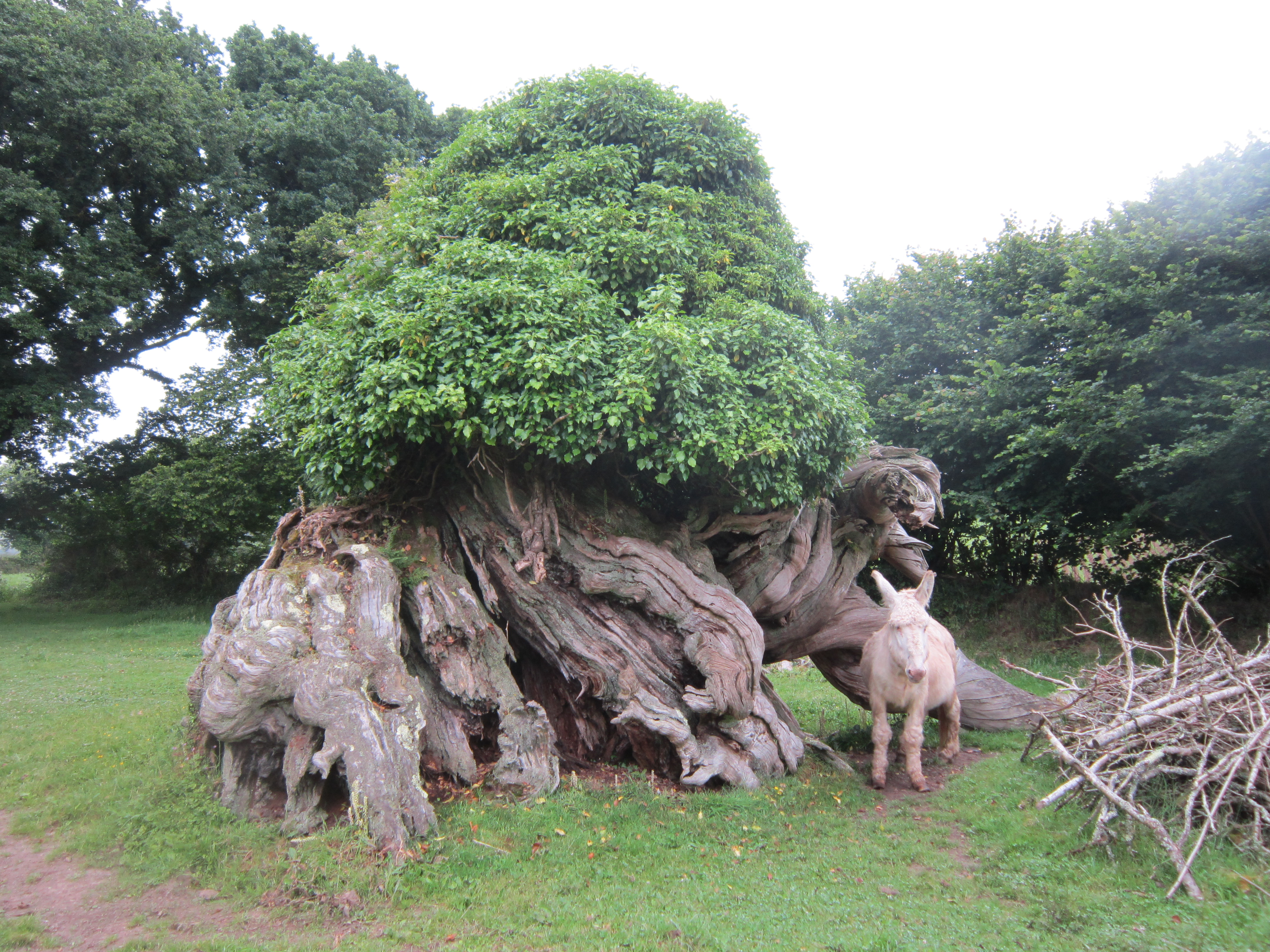
Très vieil arbre à l'entrée du manoir de Minguionnet.